# 歐韋澤爾河
歐韋澤爾河（法語：Auvézère，法語發音：[ovezɛʁ]）是法國的河流，屬於伊勒河的左支流，河道全長112.2公里，流域面積900平方公里，平均流量每秒8.65立方米，發源自圣日耳曼莱贝勒以南，河口處在巴西亚克和埃斯夸尔之间。

## 外部連結
- http://www.geoportail.fr （页面存档备份，存于）